# فاتسلاف هافيل
فاتسلاف هافيل (5 أكتوبر 1936 - 18 ديسمبر 2011), (بالتشيكية:Václav Havel)؛ منشق ورئيس تشيكي سابق وكاتب مسرحي.
كتب خلال حياته أكثر من عشرين مسرحية وعدد من الكتب التي ترجمت إلى لغات عالمية عدة. اختير ليحتل رابعًا وفق ترتيب مجلة Prospect magazine لأفضل مئة مفكر على مستوى العالم. حين وفاته، كان هافل يتولى رئاسة مجلس إدارة منظمة حقوق الإنسان ومقرها نيويورك. ويعد هافل مؤسس مؤسسة VIZE 97 والمؤسس الرئيس لمؤتمر العالمي السنوي Forum 2000.
ويعد فاتسلاف هافيل مهندس إسقاط الشيوعية في تشيكوسلوفاكيا السابقة إبان «الثورة المخملية» في تشرين الثاني/نوفمبر من العام 1989. تولي الرئاسة في تشيكوسلوفاكيا من 29 ديسمبر 1989 وحتي 20 يوليو 1992 ثم رئاسة جمهورية التشيك في 2 فبراير 1993 وحتي 2 فبراير 2003. وحاز على جائزة غاندي للسلام الرفيعة وتم اختيار هافيل لهذه الجائرة نظرًا لإسهاماته حيال السلام العالمي والتزامه بحقوق الإنسان في أصعب المواقف من خلال انتهاجه لأساليب الزعيم الهندي الراحل المهاتما غاندي.
وقد توفي في 18 ديسمبر 2011 بعد صراع طويل مع مرض السرطان عن عمر يناهز الخامسة والسبعين.

## نشأته
وُلد هافيل في براغ في 5 أكتوبر عام 1936 ضمن عائلة ثرية. بنى جده فاتسلاف هافيل مجمعًا ترفيهيًا مشهورًا في ميدان وينسيسلاس في براغ. كان والده، فاتسلاف ماريا هافيل، المطور العقاري لضاحية باراندوف تيراس الواقعة في أعلى نقطة في براغ بجوار منزل عمه ميلوش هافيل الذي بنى واحدًا من أكبر استوديوهات الأفلام في أوروبا. كانت والدة هافيل، بوزينا فافريتشكوفا، أيضًا من عائلة قوية؛ كان والدها سفيرًا تشيكوسلوفاكيًا وصحفيًا معروفًا. في أوائل خمسينيات القرن الماضي، دخل هافيل بسبب خلفيته الاجتماعية في تدريب مهني لمدة أربع سنوات مساعدًا في مختبر كيميائي، وتلقى أيضًا دروسًا مسائية. أكمل تعليمه الثانوي في عام 1954. لم يُقبل في أي مدرسة بعد الثانوية في تخصص العلوم الإنسانية لأسباب سياسية، ولذلك اختار الدراسة في كلية الاقتصاد بالجامعة التقنية التشيكية في براغ، لكنه ترك الدراسة بعد عامين. تزوج هافيل بأولغا شبيشلوفا في 9 يوليو عام 1964.

## بدايته المهنية المسرحية
كانت التقاليد الفكرية لعائلته ضرورية لالتزامه القيم الإنسانية للثقافة التشيكية. بعد الانتهاء من خدمته العسكرية (1957-1959)، وجب على هافيل أن يجعل طموحاته الفكرية متماشية مع الظروف، وخاصة مع القيود المفروضة عليه بصفته أحد أبناء عائلة سابقة من الطبقة المتوسطة. وجد عملًا في مسرح براغ كعامل مسرح. كان في نفس الوقت طالبًا عن طريق المراسلة في قسم الفنون الدرامية في كلية المسرح في أكاديمية الفنون المسرحية في براغ. كانت أول مسرحية كاملة له هي ذا غاردن بارتي (حفلة الحديقة) (1963)، وقد نالت هذه المسرحية إشادة دولية. سرعان ما تبعتها مسرحية ذا ميموراندُم (المذكرة)، وهي واحدة من أشهر مسرحياته، ثم مسرحية ذي إنكريزد ديفيكلتي أوف كونسينتريشن (الصعوبة المتزايدة في التركيز). في عام 1968، قُدّمت مسرحية المذكرة أيضًا على المسرح العام في نيويورك، ما ساعد على توسيع شهرته في الولايات المتحدة الأمريكية. واصل المسرح العام عرض مسرحياته في السنوات التالية. حُظرت مسرحيات هافيل من عالم المسرح في بلده بعد عام 1968، ولم يتمكن من مغادرة تشيكوسلوفاكيا لرؤية أي عروض أجنبية لأعماله.

## انشقاقه السياسي
ساعد هافيل المقاومة خلال الأسبوع الأول من غزو تشيكوسلوفاكيا من خلال تقديم برنامج على الهواء عبر محطة راديو تشيكوسلوفاكيا الحرة (في ليبيريتس). بعد قمع حركة ربيع براغ في عام 1968، حُظر عن المسرح وأصبح نشطًا في السياسة. عمل بسبب نقص الأموال في وظيفة في مصنع الجعة كراكونوش في ترتنوف، وهي تجربة كتب عنها في مسرحيته أوديينس (الجمهور). أصبحت هذه المسرحية إلى جانب مسرحيتين أخريين موزعة على شكل كتابة ساميزدات عبر تشيكوسلوفاكيا، وأضافت إلى سمعة هافيل كونه منشقًا بارزًا. عزز هذه السمعة بنشر بيان الميثاق 77 الذي كُتب جزء منه ردًا على حبس أعضاء فرقة روك سايكدلي التشيكية «ذا بلاستيك بيبول أوف ذي يونيفيرس». حضر هافيل محاكمتهم، والتي تركزت على عدم التزام المجموعة، وامتلاكهم شعرًا طويلًا، واستخدام كلمات بذيئة في موسيقاهم، ومشاركتهم الشاملة في الثقافة تحت الأرضية التشيكية. شارك هافيل في تأسيس لجنة الدفاع عن المحاكمات الجائرة في عام 1979. أسفرت أنشطته السياسية عن دخوله السجن بشكل متكرر، ومراقبة حكومية مستمرة له، واستجوابه من قبل الشرطة السرية. كانت أطول فترة إقامة له في السجن منذ مايو عام 1979 وحتى فبراير عام 1983 موثقةً في رسائل إلى زوجته نُشرت لاحقًا تحت اسم رسائل إلى أولغا.
كان معروفًا بمقالاته وخاصةً قوة الضعفاء (1978)، التي وصف فيها نموذجًا اجتماعيًا أُجبر المواطنون فيه على «العيش داخل كذبة» في ظل النظام الشيوعي. في وصف دوره كمعارض، كتب هافيل في عام 1979: «... لم نقرر أن نصبح معارضين قط. لقد تحولنا لنكون كذلك دون أن نعرف الطريقة تمامًا، انتهى بنا الأمر أحيانًا إلى السجن دون أن نعرف الطريقة بالضبط. نحن ببساطة قد مضينا قدمًا وفعلنا أشياء معينة شعرنا أنه يتعين علينا القيام بها، وبدا ذلك لائقًا بنا لا أكثر ولا أقل».
كُرست مسرحية صمويل بيكيت القصيرة عام 1982 التي حملت عنوان كاتاستروف (كارثة) لعرض قصة هافيل في أثناء احتجازه سجينًا سياسيًا في تشيكوسلوفاكيا.

## روابط خارجية
- فاتسلاف هافيل على موقع IMDb (الإنجليزية)
- فاتسلاف هافيل على موقع الموسوعة البريطانية (الإنجليزية)
- فاتسلاف هافيل على موقع مونزينجر (الألمانية)
- فاتسلاف هافيل على موقع ميوزك برينز (الإنجليزية)
- فاتسلاف هافيل على موقع قاعدة بيانات برودواي على الإنترنت (الإنجليزية)
- فاتسلاف هافيل على موقع إن إن دي بي (الإنجليزية)
- فاتسلاف هافيل على موقع ديسكوغز (الإنجليزية)
- فاتسلاف هافيل على موقع قاعدة بيانات الفيلم (الإنجليزية)